# Instituto Socioambiental
Das Instituto Socioambiental (ISA) ist eine brasilianische Nichtregierungsorganisation, deren Ziele im Schutz der Umwelt und der indigenen Völker liegen. Die NRO entstand 1994 bei der Aufspaltung des Centro Ecumênico de Documentação e Informação (CEDI) und erhielt 2002 den Status einer „Organisação da Sociedade Civil de Interesse Publico“ (OSCIP), auf Deutsch in etwa „Organisation der Zivilgesellschaft in öffentlichem Interesse“.

## Organisation
Der Sitz befindet sich in São Paulo, weitere Niederlassungen in Brasília, Manaus, São Gabriel da Cachoeira, Boa Vista, Altamira, Canarana (Mato Grosso) sowie in Eldorado (Bundesstaat São Paulo). Förderer sind u. a. die Ford Foundation, die norwegische Botschaft, die Europäische Union und die Rainforest Foundation Norway (RFN). Einzelne Projekte werden auch von der brasilianischen Entwicklungsbank BNDES und dem IPHAN gefördert.
Präsidentin ist seit 2019 die Sozialanthropologin Deborah de Magalhães Lima.

## Programme
Monitoramento de Áreas Protegidas ist ein Programm, das sämtliche Schutzgebiete überwacht. Sowohl Terras Indígenas als Naturschutzgebiete sind dabei enthalten.
Die lokalen Programme Rio Negro (PRN), Xingu und Vale da Ribeira sind kein Monitoring, sondern unterstützen die Indigenen (Rio Negro, Xingu) und Quilombos (Vale da Ribeira), eine nachhaltige und umweltverträgliche Entwicklung zu planen und umzusetzen.

## Veröffentlichungen
Povos Indigenas no Brasil (PIB): Das Projekt wurde noch von der CEDI übernommen und listet zurzeit 256 existierende Völker in Brasilien. Es enthält namentlich gekennzeichnete ausführliche wissenschaftliche Artikel zu (fast) allen der in der Liste aufgeführten Ethnien. Die Seiten sind auf Portugiesisch, Englisch und Spanisch verfügbar.
PIB Mirim: Die Seite ist für Kinder gedacht und enthält interessante Einblicke in die Welt von Indigenen, besonders die indigener Kinder. Außer auf Portugiesisch, Englisch und Spanisch ist die Seite auch auf Deutsch verfügbar, auf der Seite eingebundene Videos allerdings nur auf Portugiesisch.
Terras Indígenas no Brasil ist eine Datenbank aller Terras Indígenas in Brasilien. Sie enthält den Status, die Fläche, Daten zur Bevölkerung und eine interaktive Karte der Schutzgebiete. Verfügbar auf Portugiesisch und Englisch.
Unidades de Conservação em Brasil (UC) ist eine Datenbank aller Naturschutzgebiete in Brasilien. Sie enthält wichtige Daten und eine interaktive Karte. Verfügbar in Portugiesisch, Englisch und Spanisch.